# Шорников, Михаил Михайлович
Михаил Михайлович Шорников (22 ноября 1914, д. Роськов, совр. Могилёвская область Белоруссии — 26 ноября 1989) — советский историк, доктор исторических наук (1964), профессор (1965), руководитель секции исторических наук при СО АН СССР, отличник народного просвещения.

## Биография
Родился 22 ноября 1914 года в деревне Роськов на территории современной Могилёвской области. Окончил Томский государственный педагогический институт (исторический факультет, 1939) и Высшую партийную школу при ЦК КПСС (1948). Также прошёл годовые курсы диссертантов Академии общественных наук при ЦК КПСС (1950), где защитил кандидатскую диссертацию. С 1954 года — доцент. После завершения учёбы в институте остался работать в нём как ассистент, а затем и преподаватель марксизма-ленинизма.
В январе 1940 года отправился на финский фронт вместе с Томским добровольческим коммунистическим лыжным батальоном. Во время Великой Отечественной войны принимал участие в сражениях на Ленинградском фронте. Перенёс тяжёлое ранение, после чего был демобилизован.
С сентября 1942 по ноябрь 1943 года — преподаватель и (позднее) директор в средней школе. До сентября 1949 года занимался партработой (лектор, заведующий сектором пропаганды, начальник литгруппы, заместитель заведующего отделом пропаганды и агитации Новосибирского обкома КПСС).
В 1950—1979 годах трудился в новосибирских вузах, был заведующим кафедрой истории КПСС Новосибирского института инженеров железнодорожного транспорта, позднее — Новосибирского педагогического института.
В 1964 году получил место руководителя аспирантуры по истории при Новосибирском пединституте, в 1966 году занял должность проректора НГПИ по научной работе.
Возглавлял секцию исторических наук при СО АН СССР и экспертную комиссию по историческим наукам. По инициативе учёного проводились различные конференции, публиковались научные труды сибирских вузов.
В 1979 году стал заведующим кафедрой Новосибирского института повышения квалификации преподавателей общественных наук.
Создал свыше 200 научных трудов. Подготовил более 30 кандидатов наук.
Умер 26 ноября 1989 года. Похоронен на Заельцовском кладбище Новосибирска.

## Награды
Награждён орденами Отечественной войны 2-й степени, Октябрьской революции и медалями («За оборону Ленинграда» и др.)